# Polyphlebium angustatum
Polyphlebium angustatum är en hinnbräkenväxtart som först beskrevs av Dugald Carmichael, och fick sitt nu gällande namn av Ebihara och Dubuisson. Polyphlebium angustatum ingår i släktet Polyphlebium och familjen Hymenophyllaceae. Inga underarter finns listade.